# Terrazzo (fiume)
Il fiume Terrazzo è un corso d'acqua che scorre in Veneto e principalmente nella bassa pianura veronese.

## Storia
Questo corso d'acqua, lungo 24 km, dovrebbe essersi formato dopo la devastante rotta del fiume Adige avvenuta nel 589 (rotta della Cucca, la quale determinò la nascita di scoli e piccole vie d'acqua che successivamente permisero lo scolo delle acque per i terreni paludosi della zona. Dopo l'anno Mille, le signorie che si impossessarono della zona, si adoperarono per la manutenzione del Terrazzo, in quanto lo utilizzarono spesso per il trasporto di merci e di altri materiali che venivano caricati su barche e piccole chiatte. Più recentemente, le famiglie proprietarie terriere a ridosso di questo fiume, decisero di costruire le loro Ville e case patronali, soprattutto lungo il tratto posto nel comune omonimo (Terrazzo).

## Descrizione
Nasce dal fiume Adige qualche chilometro a nord di Bonavigo in località Moggia. Mantiene un corso quasi parallelo a quello dell'Adige fino alla località Canove, frazione del comune di Legnago quando devia un po' verso sinistra costeggiando la strada provinciale Legnago-Terrazzo ed entrando nel comune di Terrazzo. Lì il corso si allarga e taglia a metà l'abitato del Capoluogo comunale. Una volta attraversato Terrazzo, il Terrazzo è arginato fino alla foce, che avviene dopo qualche chilometro riversando le proprie acque in quelle di un altro importante fiume della zona, il Fratta nel territorio comunale di Merlara in provincia di Padova.   
Rappresenta il collettore principale di scolo di un bacino che comprende otto comuni e molti fiumi e canali.

## Località attraversate
- Bonavigo
- Orti di Bonavigo
- San Vito di Legnago
- Canove di Legnago
- Nichesola di Terrazzo
- Terrazzo
- Merlara